# Epameibaphis atricornis
Epameibaphis atricornis är en insektsart som beskrevs av David D. Gillette och Palmer 1933. Epameibaphis atricornis ingår i släktet Epameibaphis och familjen långrörsbladlöss. Inga underarter finns listade i Catalogue of Life.